# Randig käkspindel
Randig käkspindel (Pachygnatha listeri) är en spindelart som beskrevs av Carl Jakob Sundevall 1830. Randig käkspindel ingår i släktet Pachygnatha och familjen käkspindlar. Arten är reproducerande i Sverige. Inga underarter finns listade i Catalogue of Life.